# 11475 Velinský
11475 Velinský eller 1982 VL är en asteroid i huvudbältet som upptäcktes den 11 november 1982 av den tjeckiske astronomen Zdeňka Vávrová vid Kleť-observatoriet. Den är uppkallad efter den tjeckiske författaren och musikern Jaroslav Velinský.
Asteroiden har en diameter på ungefär 4 kilometer.